# Rąbień AB

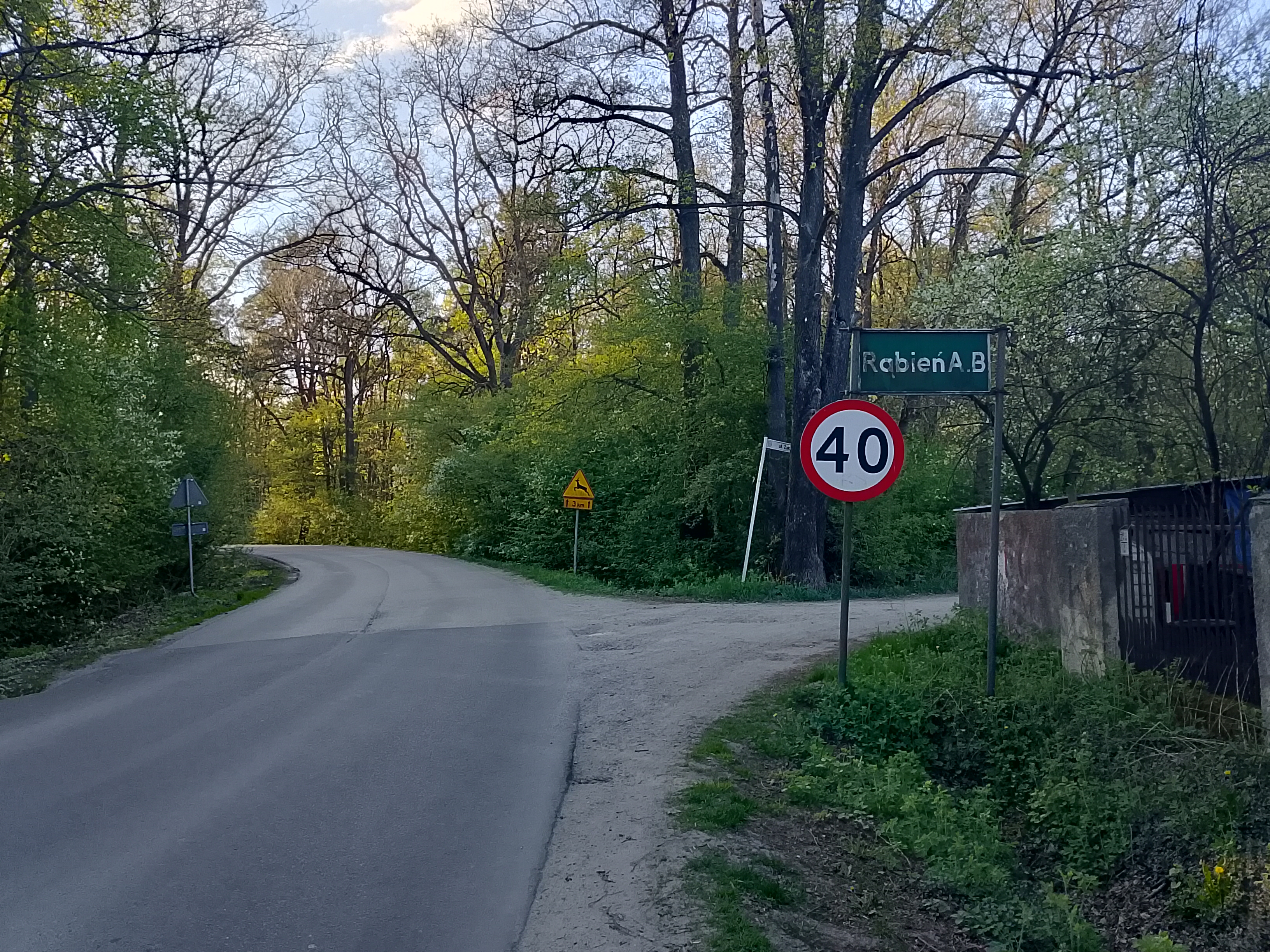
Wjazd do Rąbienia AB w 2025 r.

Rąbień AB – wieś w Polsce położona w województwie łódzkim, w powiecie zgierskim, w gminie Aleksandrów Łódzki.
Składa się z czterech części: Rąbień A, Rąbień B, Rąbień-Stary Dwór  i Rąbinek.

## Historia
W latach 1975–1998 miejscowość administracyjnie należała do ówczesnego województwa łódzkiego.
Od końca XX wieku intensywny rozwój zabudowy jednorodzinnej. Większość mieszkańców stanowi ludność napływowa, przenosząca się do nowo budowanych domów z pobliskiej Łodzi. Z działalności rolniczej utrzymują się, będący w mniejszości, rdzenni mieszkańcy. Nadal jednak okoliczne pola są uprawiane. Klasa gruntów VI, w najlepszym przypadku V. Wzdłuż głównej drogi kilkudziesięcioletni las mieszany. Północna część Rąbienia AB (podział wzdłuż drogi) położona jest na niewielkich pagórkach, największy zwany jest przez lokalnych mieszkańców „Rąbinką”. Przy drodze lokalny sklep spożywczy oraz restauracja.
Na jej terenie znajduje się rezerwat przyrody Torfowisko Rąbień.